# Wilhelminischer Ring

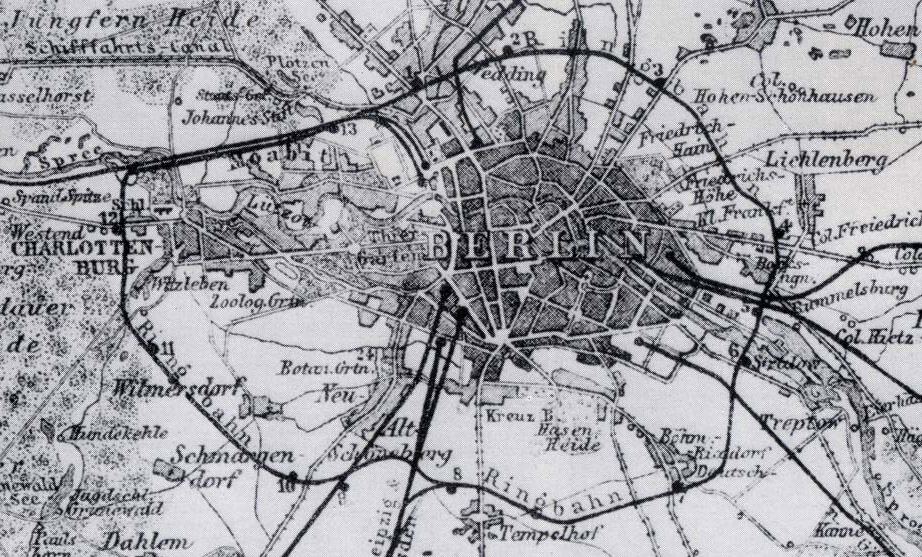
Berlin auf einer Karte von 1877 mit der fertiggestellten Ringbahn

Als Wilhelminischer Ring wird der Mietskasernengürtel bezeichnet, der in der zweiten Hälfte des 19. Jahrhunderts um den alten Stadtkern von Berlin herum errichtet wurde. Er ist durch eine dichte Bebauung mit vier- bis fünfgeschossigen Wohnhäusern mit Seitenflügeln und Hinterhäusern gekennzeichnet. Die Bezeichnung erinnert an die Entstehungszeit dieser Bebauung unter den Regenten Wilhelm I. und Wilhelm II.

## Lage
Der Wilhelminische Ring beinhaltet große Teile der Berliner Ortsteile Wedding, Gesundbrunnen, Prenzlauer Berg, Friedrichshain, Kreuzberg, Neukölln, Schöneberg, Tiergarten, Moabit und Charlottenburg. Er umfasst im Wesentlichen das Gebiet zwischen der in den 1860er Jahren abgerissenen Akzisemauer und dem S-Bahn-Ring, geht aber teilweise auch über diesen hinaus.

## Entstehungsvoraussetzungen und Merkmale
Die zunehmende Industrialisierung in der Gründerzeit führte zu einem erheblichen Arbeitskräftebedarf, der durch starken Zuzug nach Berlin auch infolge großer Landflucht gedeckt wurde. Für diese zusätzlichen Arbeitskräfte wurde Wohnraum in unmittelbarer Umgebung der Fabriken benötigt, für den der Platz in den alten Stadtgrenzen nicht mehr vorhanden war.
Im Jahr 1861 war die Fläche Berlins durch großflächige Eingemeindungen um 70 Prozent auf 5923 Hektar erweitert worden, in der Stadt wohnten nun laut Volkszählung des Jahres 547.571 Menschen. In den nächsten 30 Jahren sollte sich die Bevölkerungszahl Berlins nahezu verdreifachen, während sich die Fläche der Stadt nur unwesentlich vergrößerte. Die Planungsvoraussetzungen für den dafür nötigen Wohnungsbau schuf 1862 James Hobrecht mit dem heute meist nach ihm benannten Bebauungsplan der Umgebungen Berlins. Dieser ging – wie der Name des Plans sagt – auch weit über die Grenzen der gerade vergrößerten Stadt hinaus, legte aber nur ein Raster von Ring- und Radialstraßen mit relativ großen Blockgrößen fest und begünstigte damit die rasche Entstehung großer Mietskasernen.
Entscheidend aber war die 1853 erlassene Baupolizeiordnung, die den Bauherren außer der Einhaltung der Straßenflucht und einer minimalen Größe der Innenhöfe von 5,34 m × 5,34 m, dem Wendekreis der damaligen Feuerspritzen, kaum Vorschriften auferlegte. So bebauten private Bauherren unter höchster Bodenausnutzung in den folgenden Jahrzehnten das Gebiet des Wilhelminischen Rings mit den typischen 5- bis 6-geschossigen Wohnhäusern, die, da die Bauherren nach der Breite der Straßenfront an den Straßenerschließungskosten beteiligt wurden, meist relativ schmale Vorderhäuser, aber mehrere Seitenflügel und Hinterhäuser besaßen. Hobrechts Vorstellungen entsprechend gab es in den Vorderhäusern häufig größere Wohnungen für bürgerliche Familien, die insbesondere in der „Bel Etage“ mit Stuck und Parkett sehr repräsentativ ausgestattet wurden. Die Hinterhäuser aber waren eng, schlecht belüftbar, boten meist nur Etagen- oder Hoftoiletten zur gemeinschaftlichen Benutzung und wurden überwiegend von Arbeiterfamilien bewohnt. In den Gebieten des Wilhelminischen Rings lag die Bevölkerungsdichte bei über 1000 Einwohnern pro Hektar. Über 20 Prozent der Arbeiter waren 1880 sogenannte „Schlafburschen“, das heißt, sie hatten keine Wohnung, sondern nur eine Schlafstätte in einer – auch ohne sie häufig schon – überfüllten Wohnung.
Erst die 1887 erlassene neue Bauordnung legte den Bauherren strengere Regeln auf. So wurde beispielsweise die Traufhöhe auf 22 Meter und die Geschosszahl auf fünf begrenzt. 1905 lebten in Berlin (in den damaligen Grenzen der Stadt) 719 Einwohner auf einem Hektar mit Häusern bebauter Fläche (also der Stadtfläche nach Abzug von Straßen, Plätzen, sonstigen Verkehrsflächen, Höfen, Gewässern, Parks, landwirtschaftlichen Flächen, Wäldern usw.). In den damals selbständigen Städten Schöneberg waren es 576 Einwohner je Hektar mit Häusern bebauter Fläche und in Charlottenburg 456 Einwohner. Damit waren Berlin, Schöneberg und Charlottenburg die damals am dichtesten bewohnten deutschen Großstädte, vor Breslau (dort 423 Einwohner je Hektar mit Häusern bebauter Fläche).

## Aktuelle Situation
In der heutigen Zeit ist der Wilhelminische Ring, soweit es nicht zu größeren Zerstörungen im Zweiten Weltkrieg gekommen ist, durch eine hohe Baudichte und Stadtplätze sowie mehrere Grünflächen gekennzeichnet. Die Bevölkerungsdichte liegt mit über 550 Einwohnern pro Hektar auch heute sehr hoch. Allerdings wurden im Zuge der Stadtsanierung an vielen Stellen die Hinterhöfe entkernt, das heißt die Anzahl der Hinterhäuser reduziert, und die Anzahl der Wohnungen vor allem in den Hinterhäusern durch Zusammenlegungen verringert.

Der Wilhelminische Ring im Uhrzeigersinn
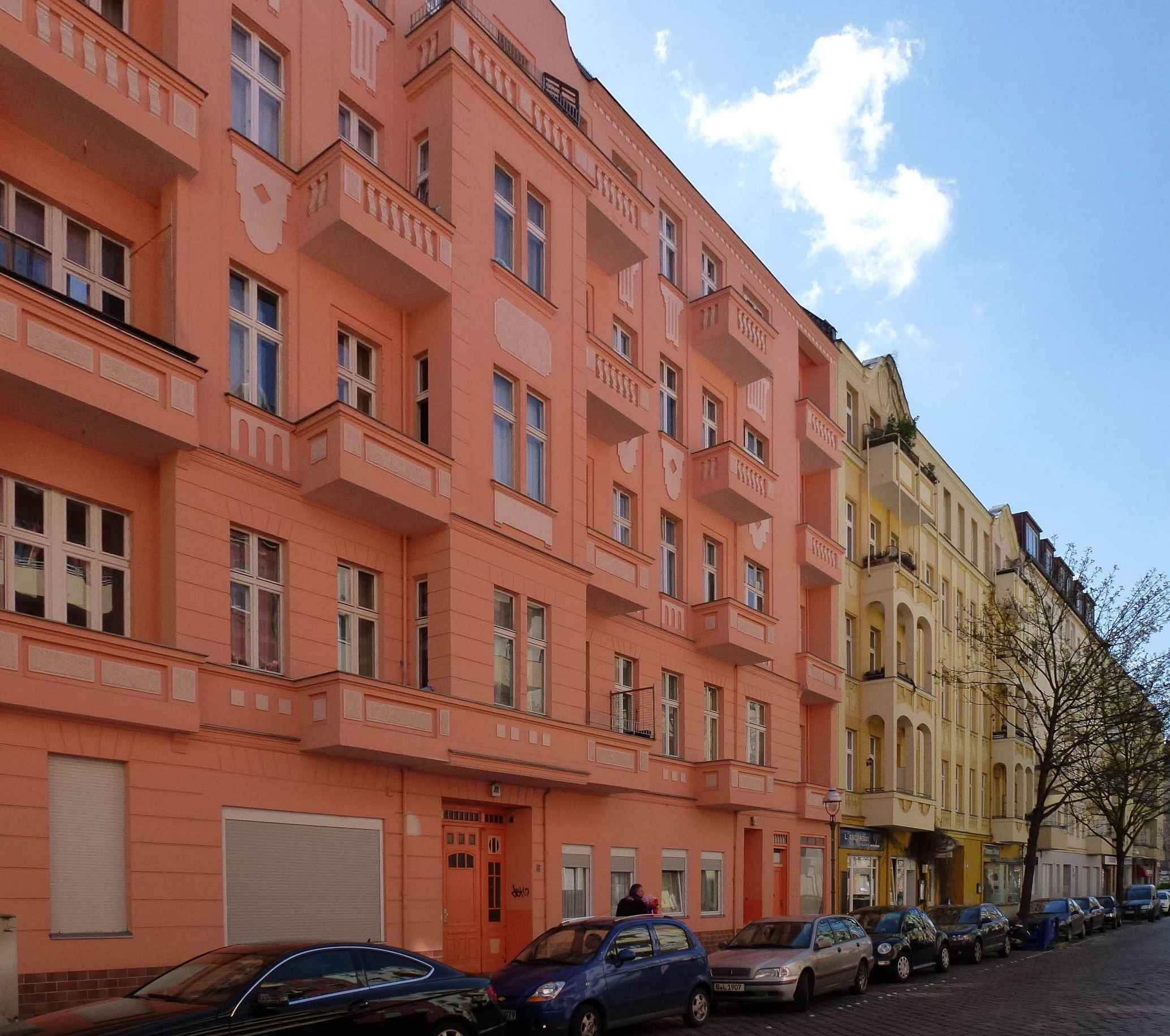
Brüsseler Kiez im Wedding
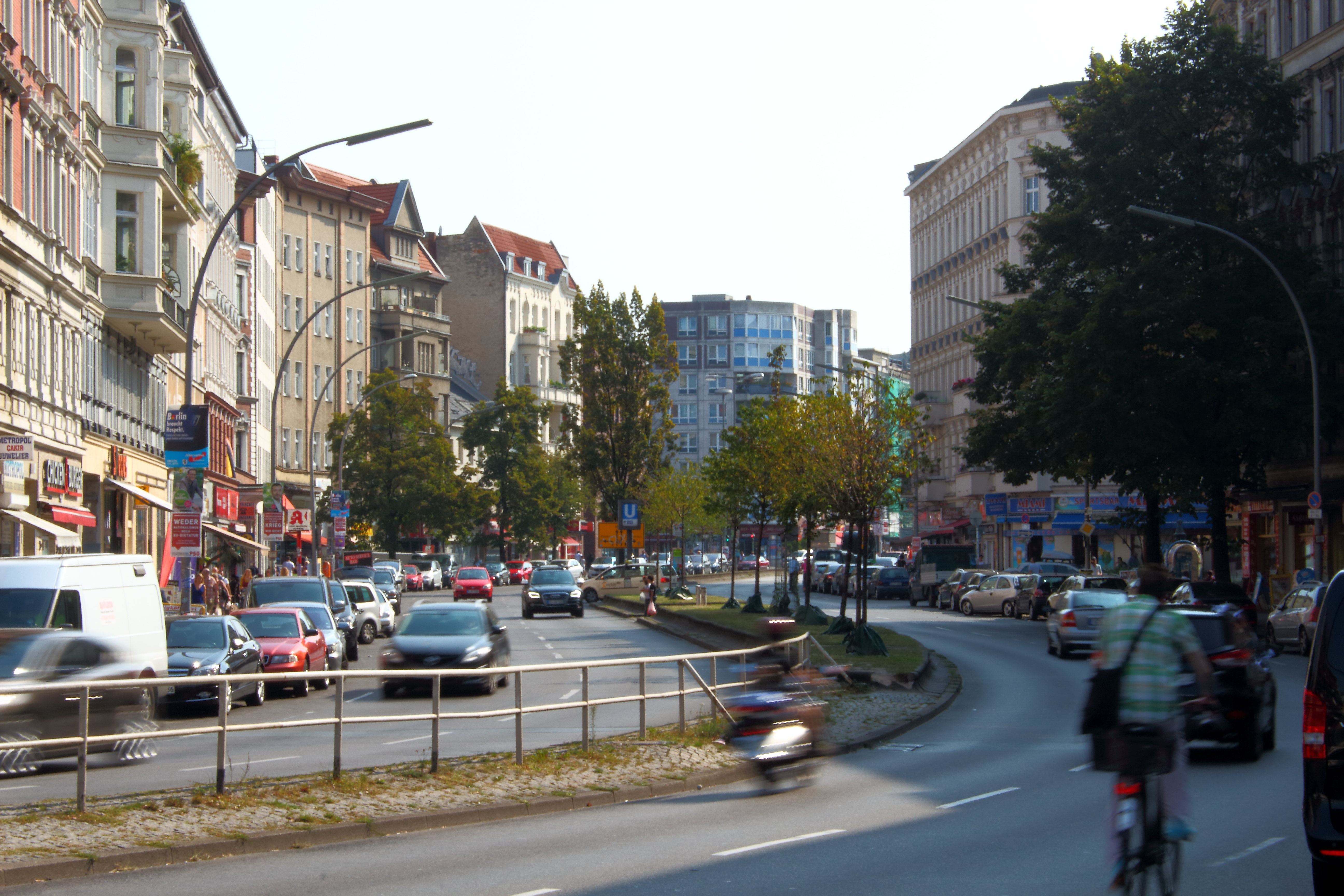
Badstraße am Gesundbrunnen
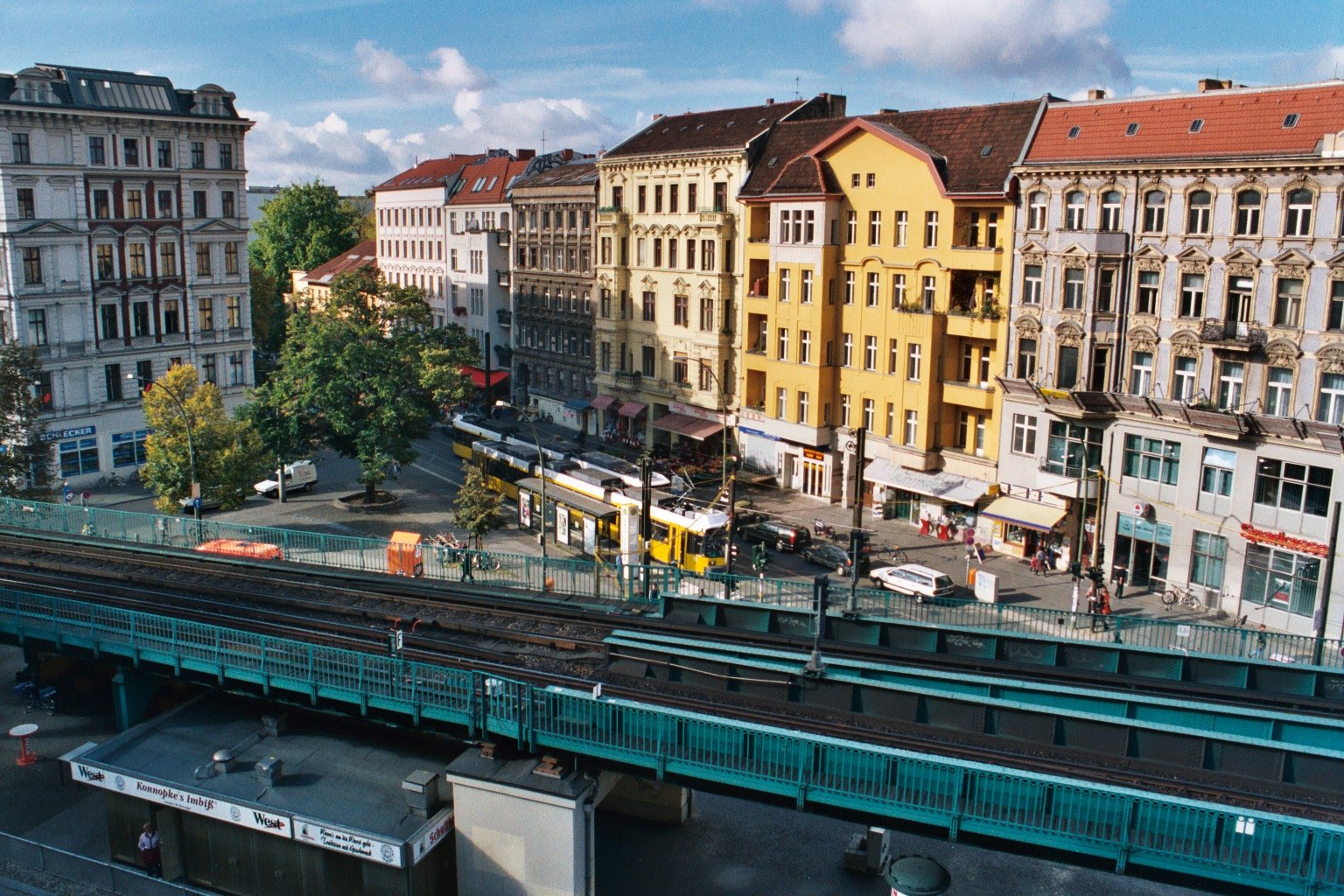
Kastanienallee im Prenzlauer Berg
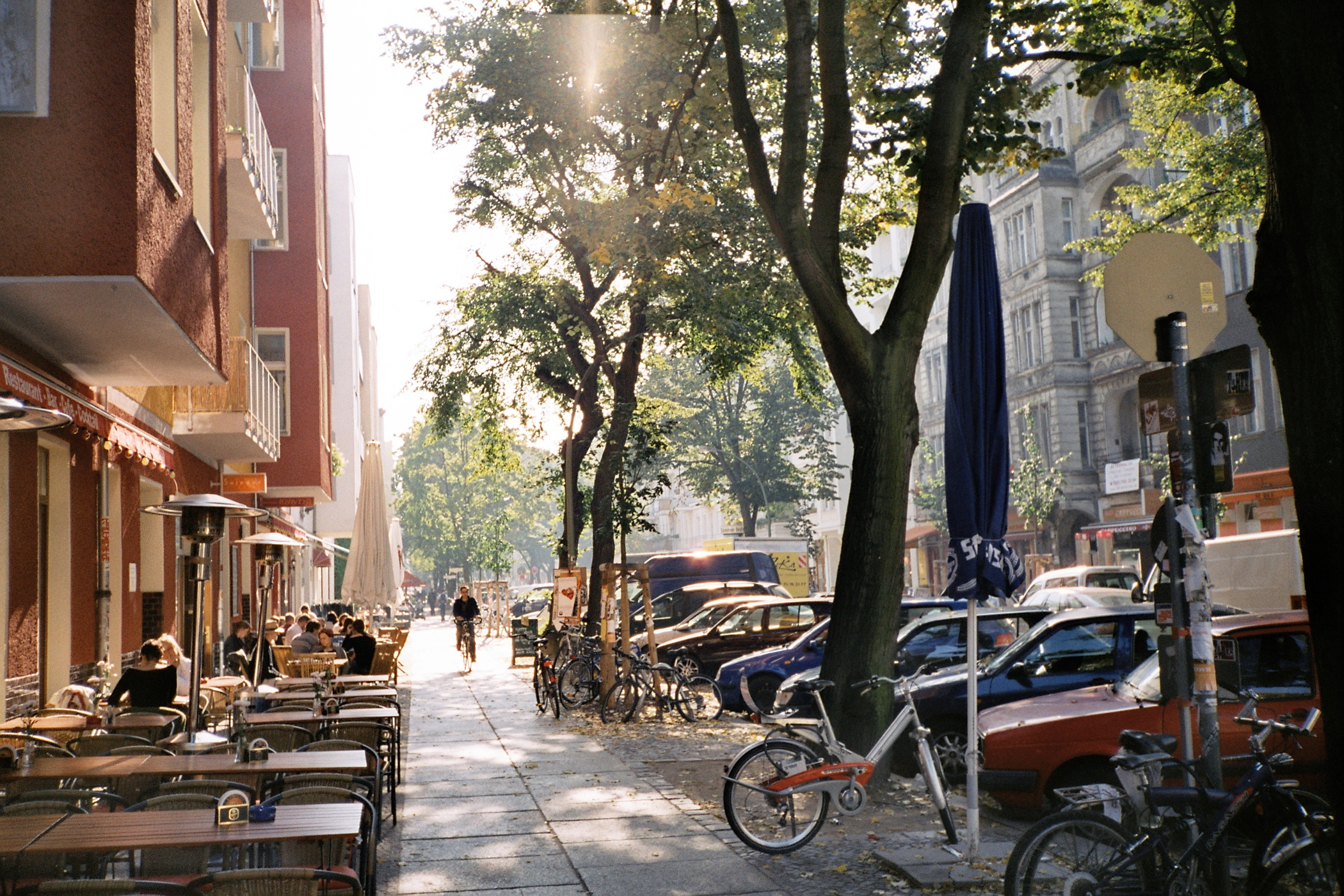
Simon-Dach-Straße in Friedrichshain
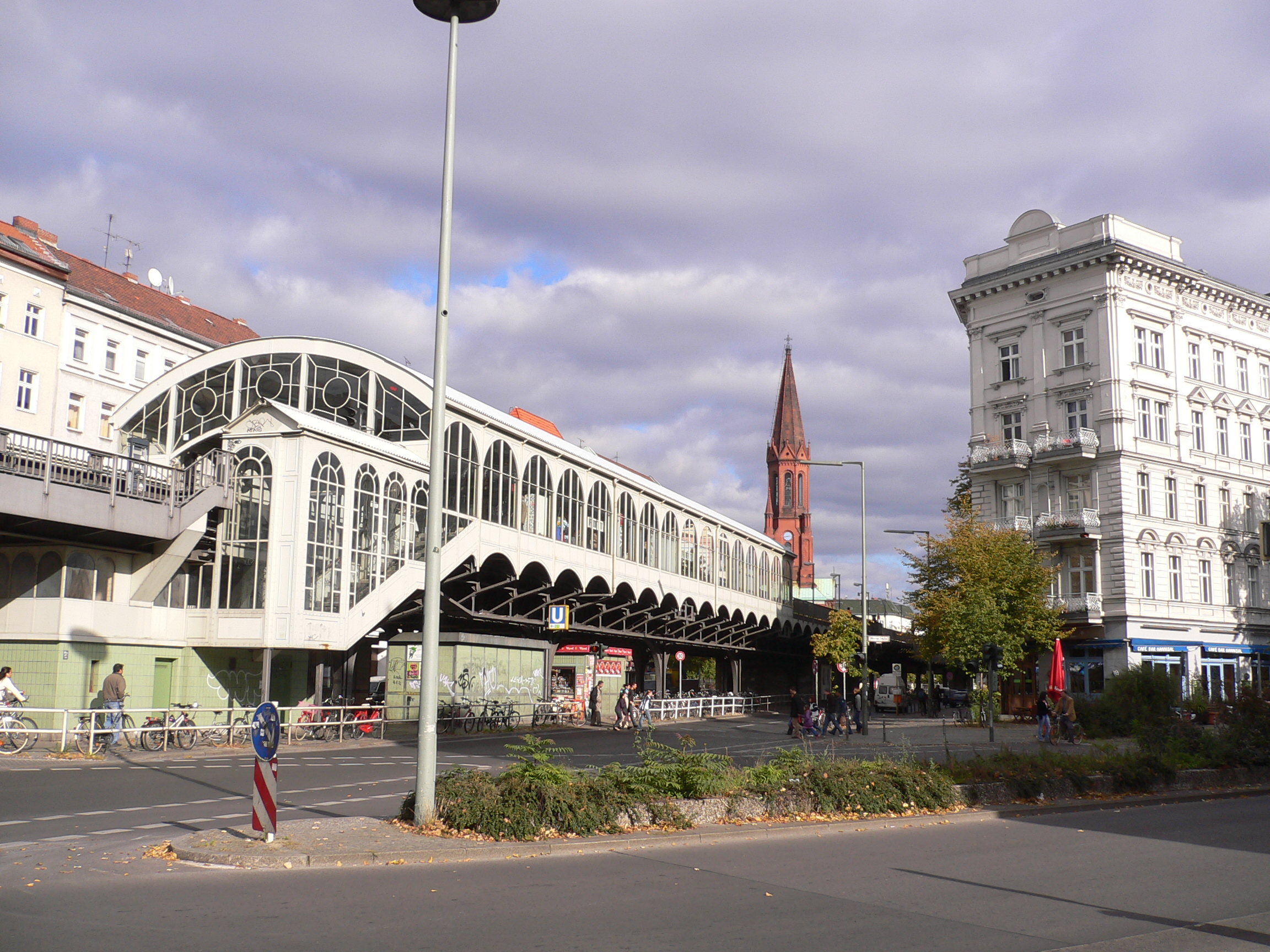
U-Bahnhof Görlitzer Bahnhof in Kreuzberg
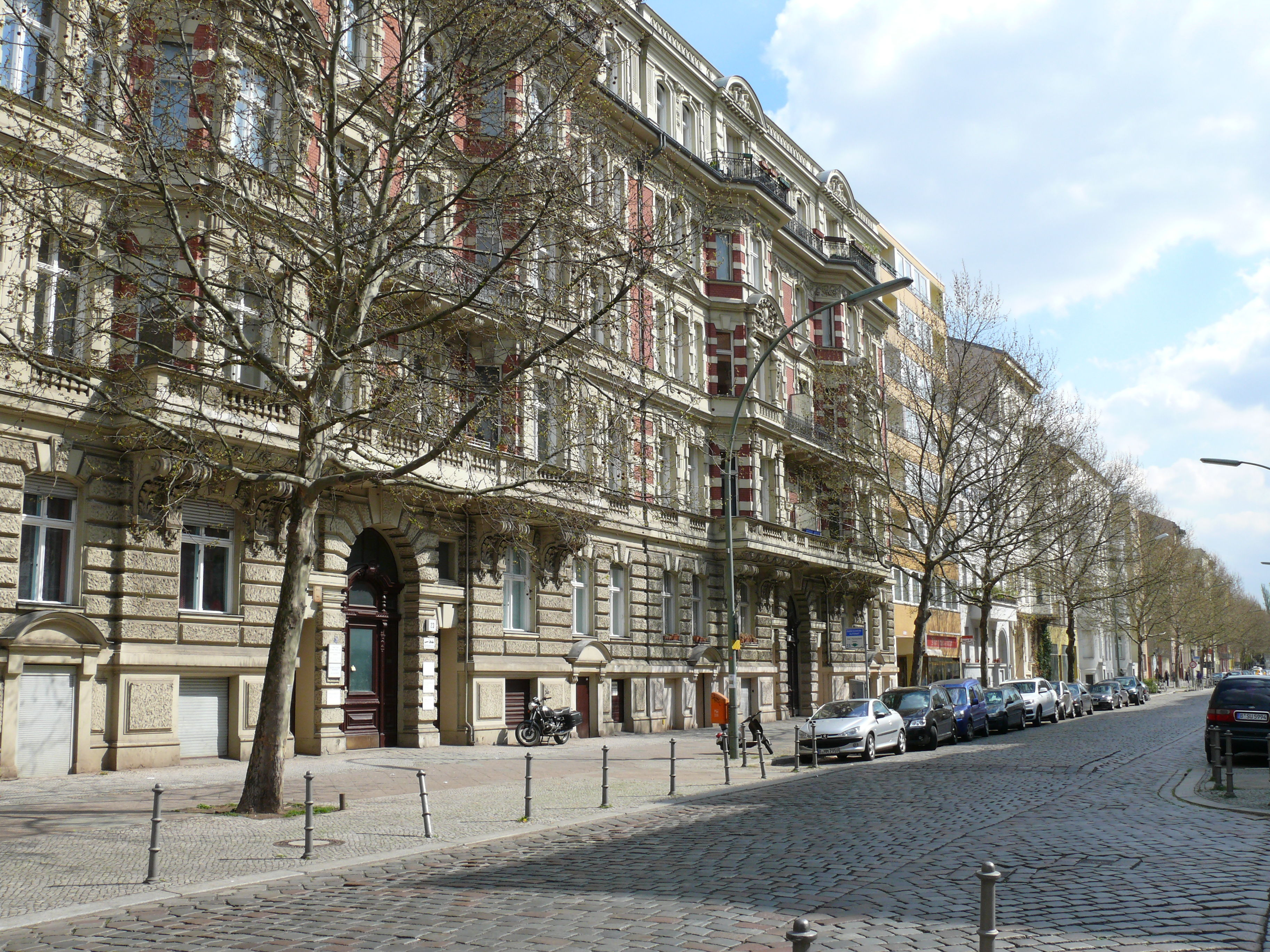
Die Kurfürstenstraße bildet die Grenze zwischen Tiergarten und Schöneberg
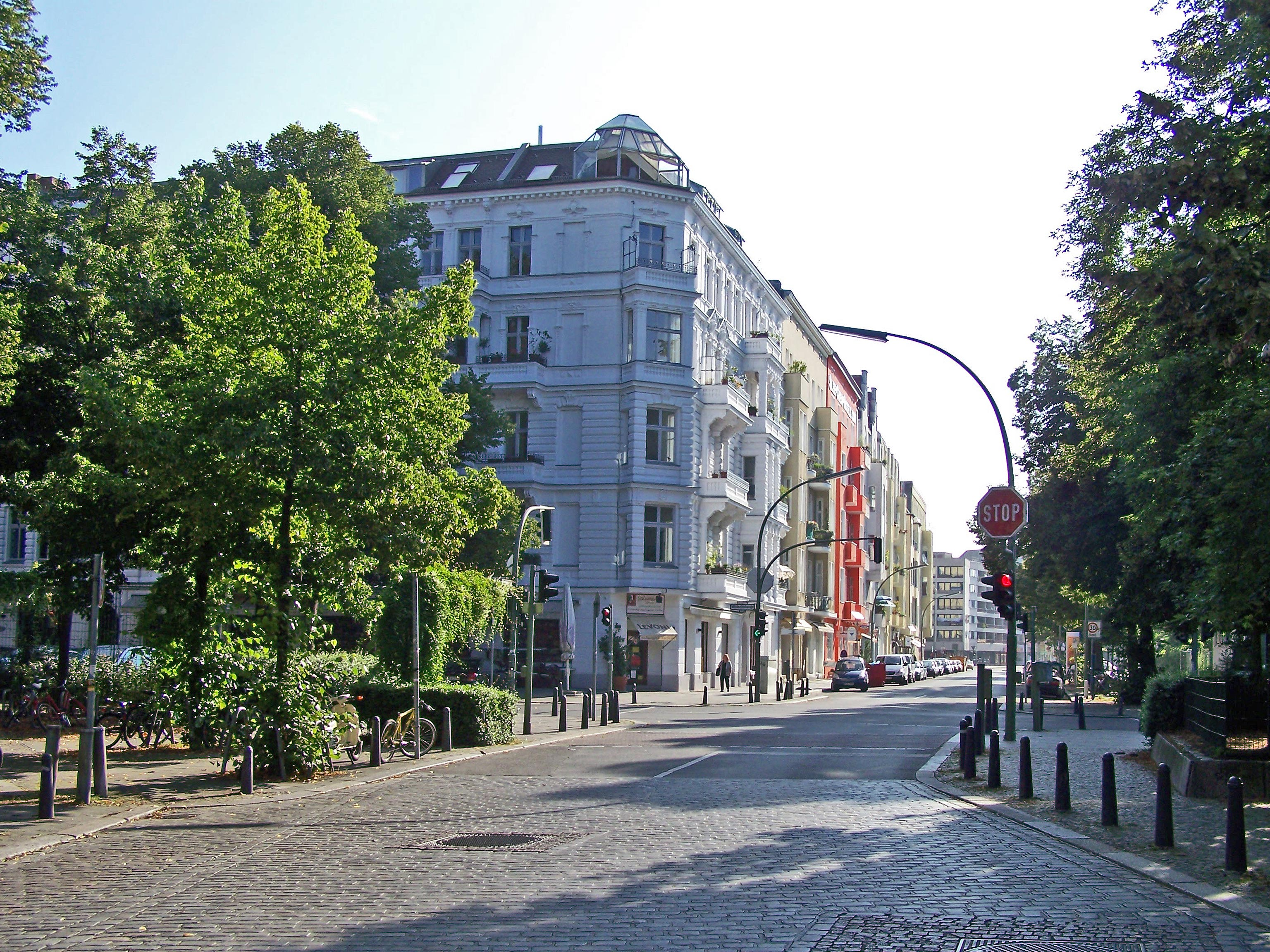
Stuttgarter Platz in Charlottenburg